# På palmblad och rosor
På palmblad och rosor är en roman av den svenske författaren Stig Claesson, utgiven på Albert Bonniers Förlag 1975.
Romanen blev till TV-film 1976 med samma namn i regi av Lars Lennart Forsberg. Romanen är en av titlarna i boken Tusen svenska klassiker (2009).

## Utgåvor
- Claesson, Stig (1975). På palmblad och rosor: [roman] (11/13. tus.). Stockholm: Bonnier. Libris 7144747. ISBN 91-0-040353-9
- Claesson, Stig (1976). På palmblad och rosor. Delfinserien, 0346-6574 ; 543 ([Ny utg.]). Stockholm: Aldus. Libris 7145171. ISBN 91-0-041407-7
- Claesson, Stig (1976) (på norska). På palmeblad og roser. Kolon-serien. Oslo: Gyldendal. Libris 7173761. ISBN 82-05-08915-9
- Claesson, Stig (1976) (på danska). På palmeblade og roser. København: Gyldendal. Libris 7195397. ISBN 87-01-42701-6
- Claesson, Stig (1979). På palmblad och rosor: [roman] ([Ny utg.]). Stockholm: Litteraturfrämjandet. Libris 315263
- Claesson, Stig (1994) (på litauiska). Per palmių lapus ir rožes: romanas. Mažasis švedų romanas. Vilnius: Tyto alba. Libris 8060565
- Claesson, Stig (1994). På palmblad och rosor ([Ny utg.]). Stockholm: Bonnier. Libris 7149190. ISBN 91-0-055830-3
- Claesson, Stig; Yokoyama Tamiji (2009) (på japanska). Shuro no ha to bara no hana: dokkyo rōjo hiwa. Senten sekai bungaku taikei ; Hokuōhen-5. Tōkyō: Hokuōbunkatsūshinsha. Libris 11765607. ISBN 978-4-938409-05-0

### Fotnoter
1. ↑  Wallén, Anders (19 september 2014). ”Och så något franskt också”. ETC Örebro:  s. 16. Läst 4 februari 2015.
2. ↑  ”På palmblad och rosor”. Libris.kb.se. http://libris.kb.se/hitlist?q=P%C3%A5+palmblad+och+rosor&r=&f=simp&t=v&s=rc&g=&m=10. Läst 3 februari 2013.
3. ↑  Gradvall et al 2009, nr. 434